# Cantone di Meymac
Il Cantone di Meymac era una divisione amministrativa dell'arrondissement di Ussel.
A seguito della riforma approvata con decreto del 24 febbraio 2014, che ha avuto attuazione dopo le elezioni dipartimentali del 2015, è stato soppresso.

## Composizione
Comprendeva i comuni di:
- Alleyrat
- Ambrugeat
- Combressol
- Darnets
- Davignac
- Maussac
- Meymac
- Péret-Bel-Air
- Saint-Sulpice-les-Bois
- Soudeilles